# July Giguère
Pour les articles homonymes, voir Giguère.
July Giguère (née le 15 juillet 1977 à Saint-Georges-de-Beauce) est une romancière et poète canadienne, membre de l'Union des écrivaines et des écrivains québécois (UNEQ). Docteure en création littéraire, elle enseigne au collégial et à l'université. Ses écrits s'intéressent notamment au trauma et à la filiation. 

## Biographie
Après une enfance vagabonde pendant laquelle elle sillonne les routes de l'Amérique du Nord avec sa famille, July Giguère passe son adolescence à Saint-Henri de Lévis, qu'elle quitte à l'aube de la vingtaine pour suivre une formation en interprétation théâtrale. Elle abandonne ces études au bout d'un an et s'inscrit en lettres à l'Université de Sherbrooke. En 2007, elle y dépose un mémoire de maîtrise (profil création) qui explore la problématique de l'être en crise, notamment dans Le ravissement de Lol V. Stein de Marguerite Duras. Dans la foulée, elle est engagée comme professeure au Cégep de Sherbrooke.
En 2009, elle publie le recueil de poésie Rouge – presque noire, pour lequel elle remporte le Grand Prix du livre de la Ville de Sherbrooke.  
En 2011, elle entreprend un doctorat en recherche-création, qu'elle poursuit tout en enseignant. Intitulé Hantise de l'origine, le volet réflexif de sa thèse propose une étude d'Œuvre poétique d'Alejandra Pizarnik, du Rapt de Kathryn Harrison et d'Aurélia Steiner de Marguerite Duras. Au cours de ces années de formation, elle participe à de nombreux évènements littéraires, ainsi qu'à la fondation de la revue de création littéraire et d'essai Jet d'encre (2002-2014), dont elle codirige certains numéros. Elle a fait paraître des textes dans les pages de Jet d’encre, d'Exit, d'Art le Sabord et des Cahiers littéraires Contre-jour.
En 2017, elle publie son premier roman, l'histoire d'une fille et d'un père séparés,,. Ce roman est finaliste au prix Ringuet de l'Académie des lettres du Québec, ainsi qu'au prix Alfred-DesRochers.
En 2023, elle fait paraître un deuxième roman, La naissance d'Agathe, où elle remonte le fil d'une histoire intime pour y débusquer l'origine de peurs et de pulsions, et s'interroger sur leur transmission.

## Œuvres

### Poésie
- Rouge – presque noire, Coll. «Écritures», Montréal, L'Hexagone, 2009, 80 p.  (ISBN 9782890068223)

### Romans
- Et nous ne parlerons plus d'hier, Montréal, Leméac, 2017, 160 p.  (ISBN 9782760947535)
- La naissance d'Agathe, Montréal, Leméac, 2023, 160 p.  (ISBN 9782760949270)

### Collectifs
- La naissance d'Agathe[16], Maganées: neufs nouvelles d'autrices sur la fatigue (collectif dirigé par Stéphane Dompierre et Vanessa Courville), Coll. Littérature d'Amérique, Montréal, Québec Amérique, 2021, p. 53-69.  (ISBN 9782764445105)

## Honneurs et prix
- 2005 - Lauréate : prix littéraire francophone PLUME décerné par l'Université de Metz en France et le festival de L'Été du livre (pour Dans ses yeux)[17]
- 2009 - Finaliste : prix Alfred-DesRochers (pour Rouge – presque noire)[18]
- 2010 - Lauréate : Grand Prix du livre de la Ville de Sherbrooke (pour Rouge – presque noire)[6]
- 2018 - Finaliste : prix Ringuet de l'Académie des lettres du Québec (pour Et nous ne parlerons plus d'hier)[13]
- 2019 - Finaliste : prix Alfred-DesRochers (pour Et nous ne parlerons plus d'hier)[14]